# Weibo (dynastie Tang)
Weibo (chinois : 魏博 ; pinyin : Wèibó), aussi connu sous le nom de Tianxiong (chinois : 天雄 ; pinyin : Tiānxióng), est un circuit (道, dào) (ou province) datant de la moitié de la dynastie Tang (18 juin 618 - juin 907) et ayant subsisté jusqu'à la fin de cette dynastie.

## Dans la culture
Weibo figure en bonne place dans le film The Assassin (2015) de Hou Hsiao-hsien.